# Pentasteron storosoides
Pentasteron storosoides är en spindelart som beskrevs av Baehr och Rudy Jocqué 200. Pentasteron storosoides ingår i släktet Pentasteron och familjen Zodariidae.
Artens utbredningsområde är New South Wales. Inga underarter finns listade i Catalogue of Life.